# Kajikia
Kajikia – rodzaj morskich ryb z rodziny Istiophoridae.

## Występowanie
Morze Czerwone, Indo-Pacyfik, płd.-wsch. i centralny Atlantyk, zach. część Morza Śródziemnego

## Klasyfikacja
Gatunki zaliczane do tego rodzaju:
- Kajikia albida -  marlin biały[3]
- Kajikia audax